# Municipio de Juanacatlán
El municipio de Juanacatlán es uno de los 125 municipios en que se encuentra dividido el estado mexicano de Jalisco. Se encuentra en el centro del estado en la región del mismo nombre, su cabecera municipal es la ciudad de Juanacatlán.

## Geografía
El municipio de Juanacatlán se localiza en el centro de Jalisco, formando parte de la región Centro. Sus coordenadas extremas son 20°23′ - 20°35′ de latitud norte y 103°4′ - 103°13′ de longitud oeste; y a una altura que fluctúa entre un máximo de 2 100 y un mínimo de 1 500 metros sobre el nivel del mar. Tiene una extensión territorial de 138.534 kilómetros cuadrados que equivalen al 0.18% de la superficie estatal.
El municipio de Juanacatlán tiene límites al noroeste con el municipio de Tonalá, al noreste con el municipio de Zapotlanejo, al sureste con el municipio de Zapotlán del Rey y el municipio de Poncitlán y al sur con el municipio de Chapala, finalmente, al suroeste con el municipio de Ixtlahuacán de los Membrillos y al oeste con el municipio de Tlajomulco de Zúñiga y el municipio de El Salto.

## Demografía
De acuerdo a los resultados del Censo de Población y Vivienda de 2010 realizado por el Instituto Nacional de Estadística y Geografía, la población total del municipio de Juanacatlán asciende a 13 218 personas.
La densidad poblacional es de 95.41 habitantes por kilómetro cuadrado.

### Localidades
En el censo de 2020 el municipio de Juanacatlán contaba con 27 localidades.
| Código INEGI      | Localidad               | Población (2020) |
| ----------------- | ----------------------- | ---------------- |
| 140510002         | La Aurora               | 16 635           |
| 140510001         | Juanacatlán             | 9 626            |
| 140510008         | San Antonio Juanacaxtle | 1 564            |
| Otras localidades | Otras localidades       | 3 030            |
| Total municipal   | Total municipal         | 30 855           |

## Política

### Representación legislativa
Para la elección de diputados locales al Congreso de Jalisco y de diputados federales a la Cámara de Diputados federal, el municipio de Juanacatlán se encuentra integrado en los siguientes distritos electorales:
Local:
- Distrito electoral local de 20 de Jalisco con cabecera en Tonalá.[6]

Federal:
- Distrito electoral federal 20 de Jalisco con cabecera en Tonalá.[7]

### Presidentes municipales
| Presidente municipal             | Período               | Partido político | Notas                              |
| J. Santos Plascencia             | 1898                  |                  |                                    |
| Carlos Loza                      | 1901                  |                  |                                    |
| Cayetano Rodríguez               | 1902                  |                  |                                    |
| J. Santos Plascencia             | 1903                  |                  |                                    |
| Juan Bravo y Juárez              | 1912                  |                  |                                    |
| Pedro J. Lomelí                  | 1913                  |                  |                                    |
| José Ma. Parraga                 | 1914                  |                  |                                    |
| José Ma. Parraga                 | 1915                  |                  |                                    |
| Severiano Beltrán                | 1915                  |                  |                                    |
| Donacio Briseño                  | 1915                  |                  |                                    |
| Genaro Carrillo                  | 1915                  |                  |                                    |
| Carlos Maldonado                 | 1916                  |                  |                                    |
| Domingo Velázquez                | 1916                  |                  |                                    |
| Domingo Velázquez                | 1917                  |                  |                                    |
| Blas Arias                       | 1918                  |                  |                                    |
| Carlos Maldonado                 | 1918                  |                  |                                    |
| Severiano Beltrán                | 1919                  |                  |                                    |
| Eusebio Arriaga                  | 1919                  |                  |                                    |
| Conrado Arias                    | 1919                  |                  |                                    |
| Lucio Casillas                   | 1920                  |                  |                                    |
| Domingo Velázquez                | 1920                  |                  |                                    |
| José María Vázquez               | 1920                  |                  |                                    |
| Francisco Vega                   | 1921                  |                  |                                    |
| José Velazco                     | 1921                  |                  |                                    |
| José Rodríguez                   | 1921                  |                  |                                    |
| Francisco Vega                   | 1921                  |                  |                                    |
| Francisco Vega                   | 1922                  |                  |                                    |
| Manuel Martínez                  | 1922                  |                  |                                    |
| Conrado Arias                    | 1923                  |                  |                                    |
| Leonardo Barba                   | 1923                  |                  |                                    |
| Leonardo Barba                   | 1924                  |                  |                                    |
| Eusebio Arriaga                  | 1924                  |                  |                                    |
| Ramón M. Torres                  | 1925                  |                  |                                    |
| Blas Casillas                    | 1925                  |                  |                                    |
| Bruno Casillas                   | 1925                  |                  |                                    |
| Alfredo A. Ibarra                | 1925                  |                  |                                    |
| Miguel Avilés                    | 1927                  |                  |                                    |
| Blas Arias                       | 1927                  |                  |                                    |
| Alfredo A. Ibarra                | 1928                  |                  |                                    |
| Lucio Casillas                   | 1930                  | PNR              |                                    |
| Lucio Casillas                   | 1931                  | PNR              |                                    |
| M. L. Gallardo                   | 1932                  | PNR              |                                    |
| José Cadena                      | 1933                  | PNR              |                                    |
| Catarino Barba                   | 1934                  | PNR              |                                    |
| Catarino Barba                   | 1935                  | PNR              |                                    |
| Pedro Arámbula                   | 1935                  | PNR              |                                    |
| Salvador Martínez                | 1935                  | PNR              |                                    |
| Enrique Briseño                  | 1937                  | PNR              |                                    |
| Enrique Briseño                  | 1938                  | PNR              |                                    |
| Manuel Torres                    | 1938                  | PRM              |                                    |
| O.D.O.C.                         | 1940                  | PRM              |                                    |
| Enrique Briseño                  | 1940                  | PRM              |                                    |
| Ramón González Zamora            | 1941                  | PRM              |                                    |
| Ramón González Zamora            | 1942                  | PRM              |                                    |
| Rufino Zaragoza                  | 1943                  | PRM              |                                    |
| J. Jesús Morales                 | 1944                  | PRM              |                                    |
| Enrique Briseño Plascencia       | 1945                  | PRM              |                                    |
| Enrique Briseño Plascencia       | 1946                  | PRI              |                                    |
| Sebastián Valenzuela             | 1947                  | PRI              |                                    |
| J. Guadalupe Pérez               | 1947                  | PRI              |                                    |
| A. Cortés                        | 1947                  | PRI              |                                    |
| Sebastián Valenzuela             | 1948                  | PRI              |                                    |
| A. Cortés                        | 1949                  | PRI              |                                    |
| José Zavala A.                   | 1949                  | PRI              |                                    |
| José Zavala A.                   | 1950                  | PRI              |                                    |
| José Zavala A.                   | 1951                  | PRI              |                                    |
| José Zavala A.                   | 1952                  | PRI              |                                    |
| Ramón F. Rivera                  | 1956                  | PRI              |                                    |
| Pedro Villalpando                | 1958                  | PRI              |                                    |
| Antonio Orozco                   | 01-01-1959–31-12-1961 | PRI              |                                    |
| Aurelio Franco Torres            | 01-01-1962–31-12-1964 | PRI              |                                    |
| Julián Casillas                  | 01-01-1965–31-12-1967 | PRI              |                                    |
| J. Guadalupe Maldonado Hernández | 01-01-1968–31-12-1970 | PRI              |                                    |
| J. Jesús Briseño García          | 01-01-1971–31-12-1973 | PRI              |                                    |
| Fermín García                    | 01-01-1974–31-12-1976 | PRI              |                                    |
| Casiano Coronado                 | 01-01-1977–31-12-1979 | PRI              |                                    |
| J. Jesús García Briseño          | 01-01-1980–31-12-1982 | PRI              |                                    |
| Esthela Cervantes de Parra       | 01-01-1983–31-12-1985 | PRI              |                                    |
| Rigoberto Franco Palos           | 01-01-1986–31-12-1988 | PRI              |                                    |
| Pedro Cárdenas López             | 01-01-1989–1992       | PRI              |                                    |
| Mario Venegas Vizcarra           | 1992–1995             | PAN              |                                    |
| Juan Olmos Flores                | 1995–1997             | PAN              |                                    |
| Alfredo Torres Ibarra            | 01-01-1998–31-12-2000 | PRI              |                                    |
| Raymundo Orozco Ramírez          | 01-01-2001–31-12-2003 | PAN              |                                    |
| Socorro Ramírez Márquez          | 01-01-2004–31-12-2006 | PAN              |                                    |
| Ramiro Tapia Ornelas             | 01-01-2007–31-12-2009 | PRI              |                                    |
| Lucio Carrero García             | 01-01-2010–30-09-2012 | PRI Panal        | Coalición "Alianza por Jalisco"    |
| José Pastor Martínez Torres      | 01-10-2012–30-09-2015 | PRI PVEM         | Coalición "Compromiso por Jalisco" |
| J. Refugio Velázquez Vallín      | 01-10-2015–30-09-2018 | MC               |                                    |
| Adriana Cortés González          | 01-10-2018–30-09-2021 | MC               |                                    |
| Francisco de la Cerda Suárez     | 01-10-2021–           | PAN              |                                    |